# Cirsium oleraceum
Cirsium oleraceum là một loài thực vật có hoa trong họ Cúc. Loài này được (L.) Scop. mô tả khoa học đầu tiên.